# 松陰神社
松陰神社（しょういんじんじゃ）は、山口県萩市および東京都世田谷区にある神社である。幕末の思想家・教育者である吉田松陰、および彼の門人である伊藤博文、山縣有朋はじめ、松下村塾の生徒を祭神とする。学問の神として崇敬を受ける。

## 松陰神社（萩市）
山口県萩市椿東に所在。旧社格は県社。山陰本線（JR西日本）東萩駅下車。
1890年（明治23年）、松陰の実家・杉家の邸内に松陰の実兄杉民治が土蔵造りの小祠を建て、松陰の遺言により愛用していた赤間硯と松陰の書簡とを神体として祀ったのが当社の創建である。1907年（明治40年）、共に松下村塾出身の伊藤博文と野村靖が中心となって神社創建を請願し、萩城内にあった鎮守・宮崎八幡の拝殿を移築して土蔵造りの本殿に付し、同時に県社に列格した。現在の社殿は昭和30年に新しく建てられたものである。創建当時の土蔵造りの旧社殿は松下村塾での門人を祭る末社・松門神社となっている。
境内には松下村塾が現存している。また松陰幽囚の旧宅・吉田松陰歴史館などがある。2009年10月28日には松陰没後150年を記念し、宝物殿『至誠館』が開館した。また、2017年12月18日には明治改元（1868年）から150年の節目に際し、“自立学習の祖”と記した「吉田松陰先生」顕彰碑が建立された。2018年12月18日には北参道と言われた松門神社に続く小径に吉田松陰が残した言葉を記した碑を25本建立し、その北参道を"学びの道"とした。萩市で学問の神として最も尊敬を集める神社であり、正月には多くの初詣客が訪れる。

### 松門神社の諸祭神
| 久坂玄瑞命   | 高杉晋作命   | 吉田稔麿命   | 入江九一命     |
| 金子重輔命   | 伊藤博文命   | 山県有朋命   | 品川弥二郎命   |
| 前原一誠命   | 松浦松洞命   | 玉木彦助命   | 馬島甫仙命     |
| 野村靖命     | 山田顕義命   | 木戸孝允命   | 寺島忠三郎命   |
| 時山直八命   | 杉山松助命   | 松本鼎命     | 飯田正伯命     |
| 増野徳民命   | 尾寺新之丞命 | 阿座上正蔵命 | 渡辺蒿蔵命     |
| 天野御民命   | 有吉熊次郎命 | 飯田吉次郎命 | 境二郎命       |
| 河北義次郎命 | 久保断三命   | 国司仙吉命   | 駒井政五郎命   |
| 諫早生二命   | 井関美清命   | 岡部富太郎命 | 滝弥太郎命     |
| 妻木寿之進命 | 中谷正亮命   | 弘勝之助命   | 堀潜太郎命     |
| 正木退蔵命   | 横山幾太命   | 赤禰武人命   | 大谷茂樹命     |
| 岡部利輔命   | 小野爲八命   | 木梨信一命   | 佐々木亀之助命 |
| 佐々木貞介命 | 福川犀之助命 | 福原又四郎命 | 山根孝中命     |

## 松陰神社（東京都）

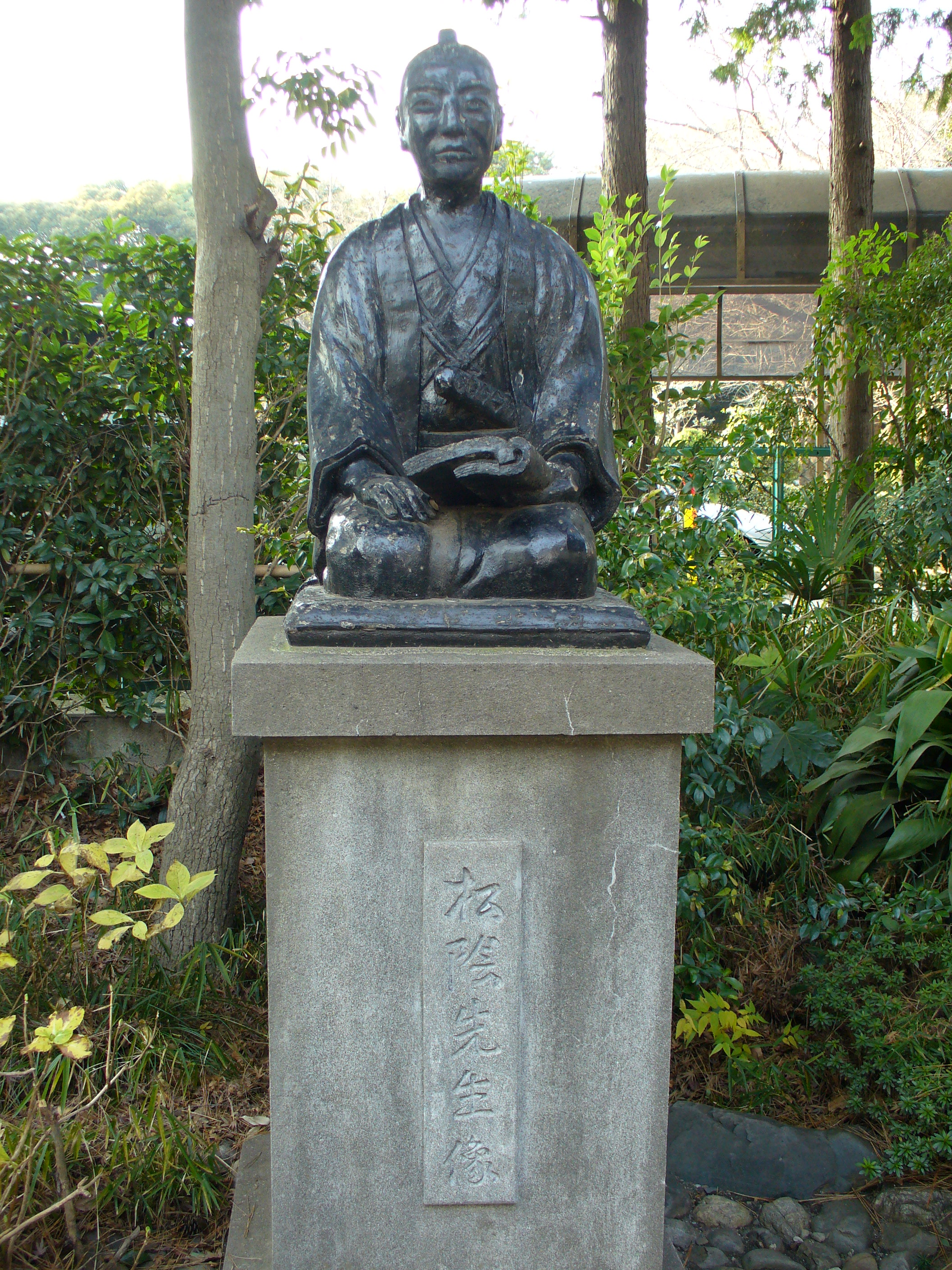
松陰神社（東京）の吉田松陰像

東京都世田谷区若林に所在する。若林は吉良氏の領地だった。旧社格は府社。付近には国士舘大学（世田谷キャンパス）や世田谷区役所がある。松陰神社前駅（東急世田谷線）下車。
鎮座地にはかつて長州藩主の別邸があった。松陰が安政の大獄で刑死した4年後の1863年（文久3年）、高杉晋作など松陰の門人によって小塚原の回向院にあった松陰の墓が当地に改葬された。1882年（明治15年）11月21日、門下の人々によって墓の側に松陰を祀る神社が創建された。現在の社殿は1927年から1928年にかけて造営されたものである。
松陰の50年祭に際して寄進された26基の燈籠には伊藤博文、木戸孝正、山縣有朋、桂太郎、乃木希典、井上馨、青木周蔵などの名前が刻まれている。松下村塾を模造した建物、頼三樹三郎、広沢真臣らの墓もある。松陰らが眠る墓域は幕末時代、徳川勢により一度破壊されたが、明治元年（慶応4年）、木戸孝允がこれを修復整備した。墓域には現在も、木戸が寄進した鳥居が残っている。また、敷地に隣接する形で桂太郎の墓もあるが、案内が不十分なこともあり、参拝者は少ない。桂自身の遺言により、この地に埋葬された。
ともに松陰神社がある縁から、1996年に世田谷区と萩市は友好都市提携を行っている。1992年より世田谷と萩では商店街などの民間交流がはじまった。若林では「萩・世田谷幕末維新祭り」が開催されている。
境内には松下村塾もあるが（下の画像参照）、これは萩の松陰神社境内に保存されている松下村塾を模し復元建造されたものである。
なお、徳富蘆花の「謀反論」でも書かれているが、谷を挟んだ向こう側には豪徳寺がある。豪徳寺は吉田を刑死させた安政の大獄を起こした井伊直弼の菩提寺である。

### 境内
- 御社殿
- 松陰先生他烈士墓所
- 復元 松下村塾
- 吉田松陰先生像 など　（画像参照）
- 松陰神社霊園 毛利秀就長男松寿丸の墓石や矢野酉雄、昭和女子大学創立者人見東明などの合同墓などがある

### ギャラリー

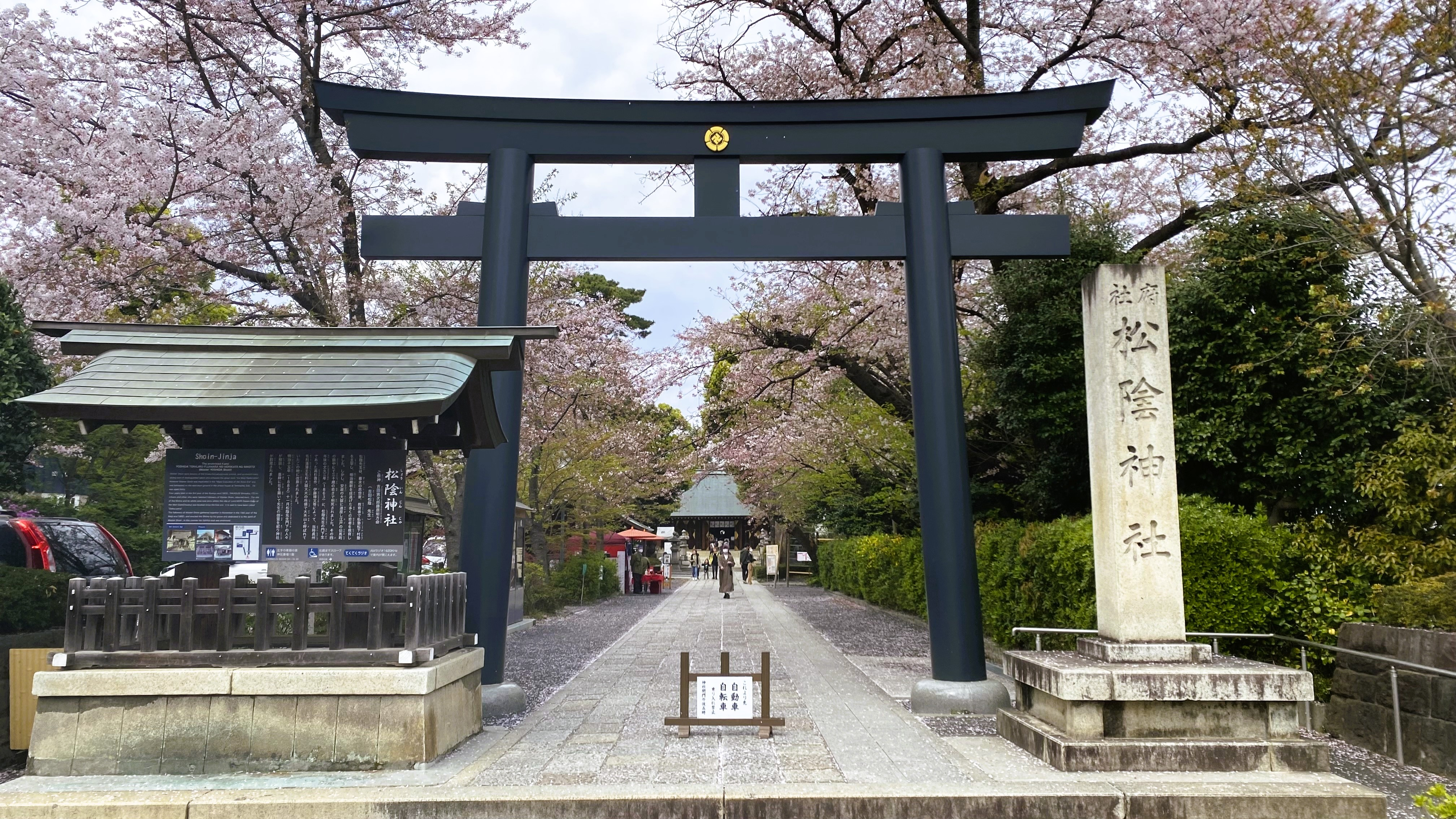
松陰神社鳥居
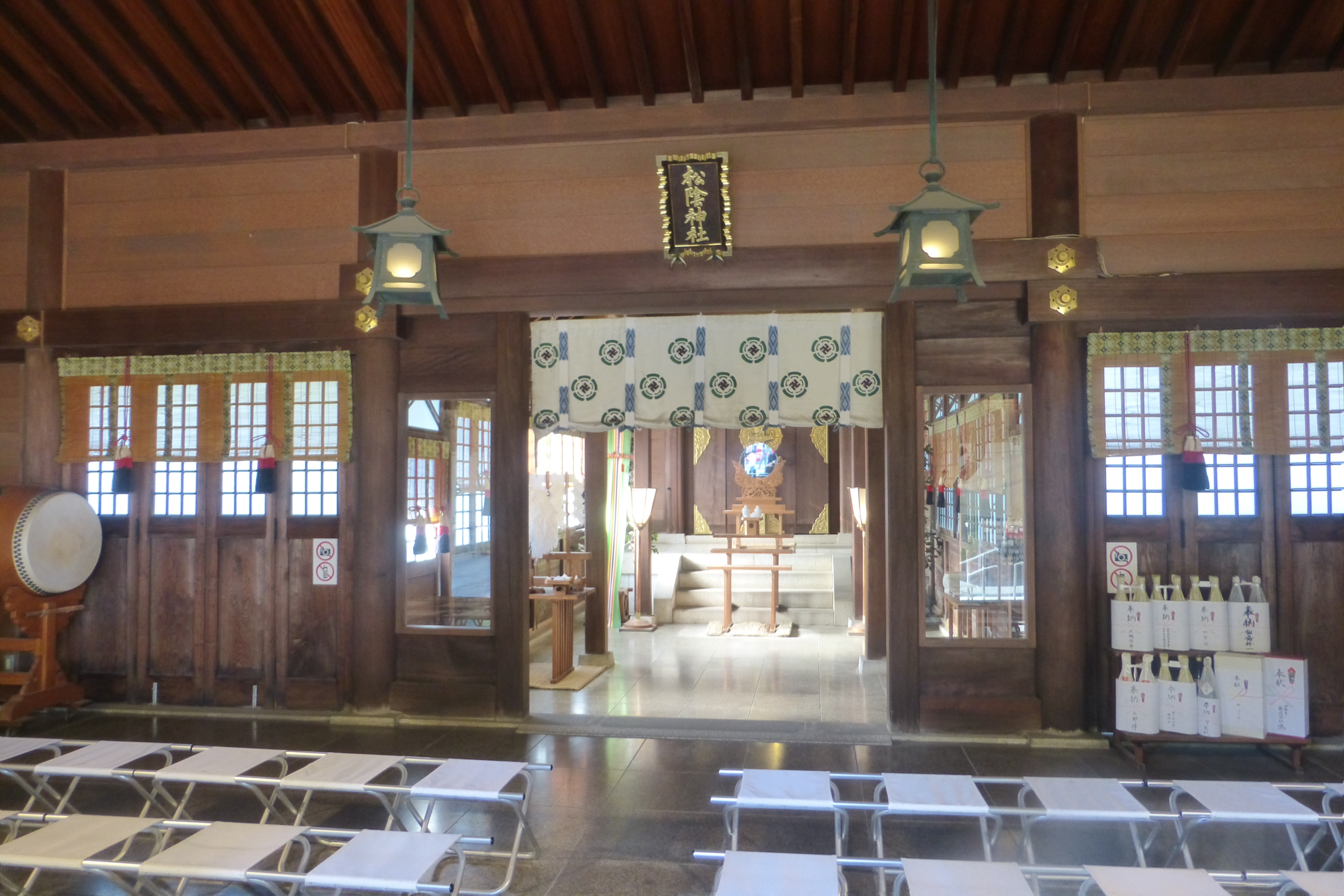
拝殿の中
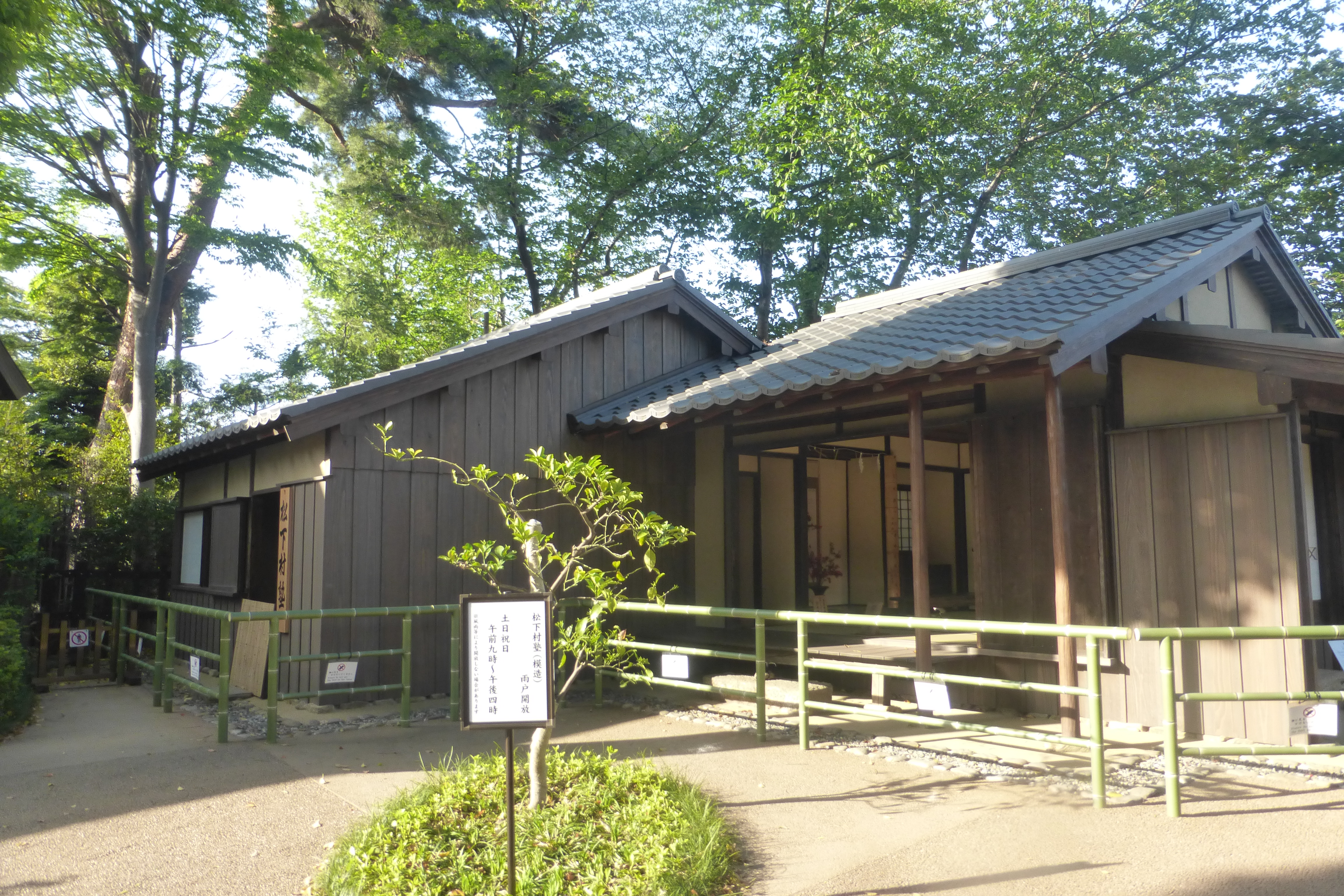
松下村塾
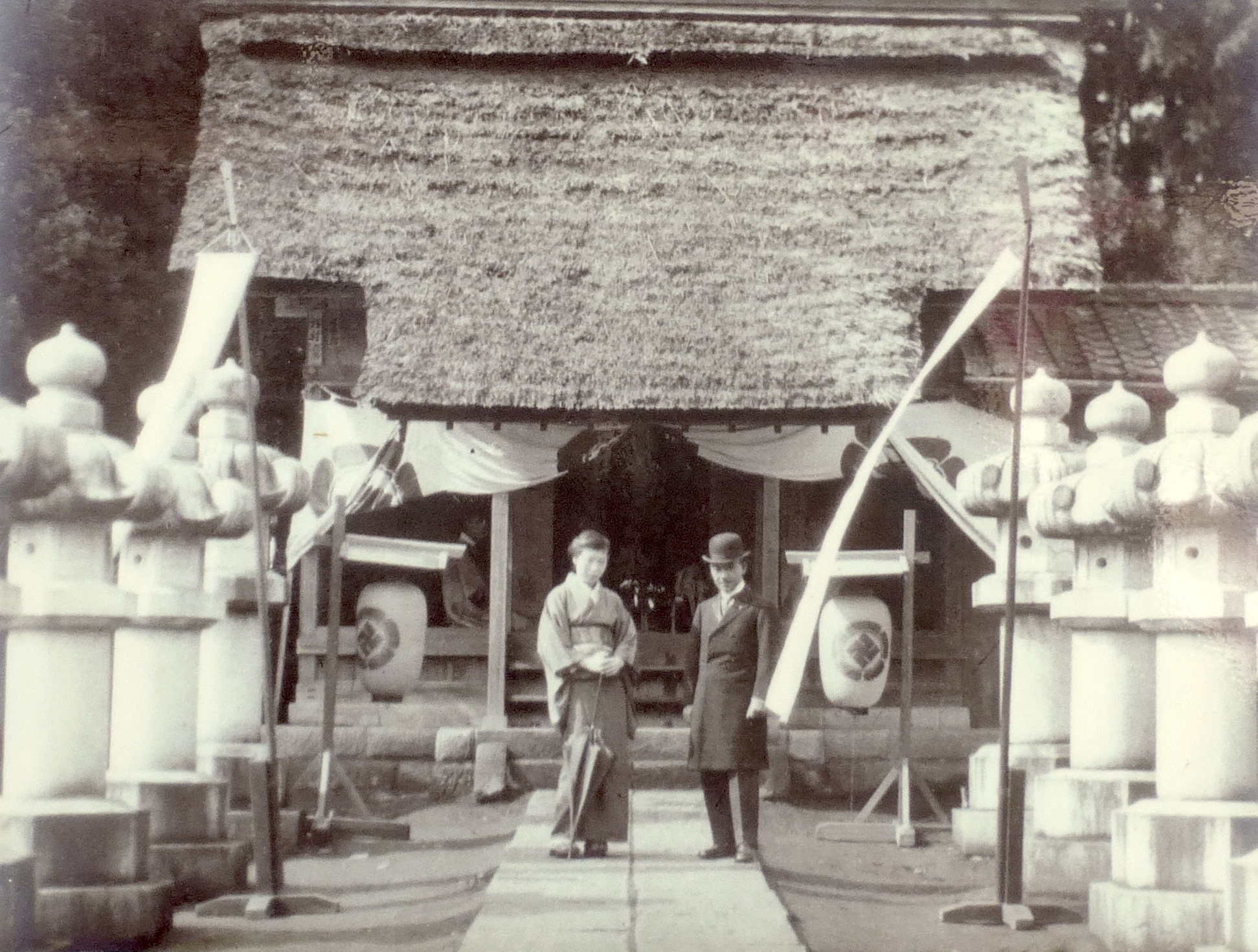
大正時代の松陰神社
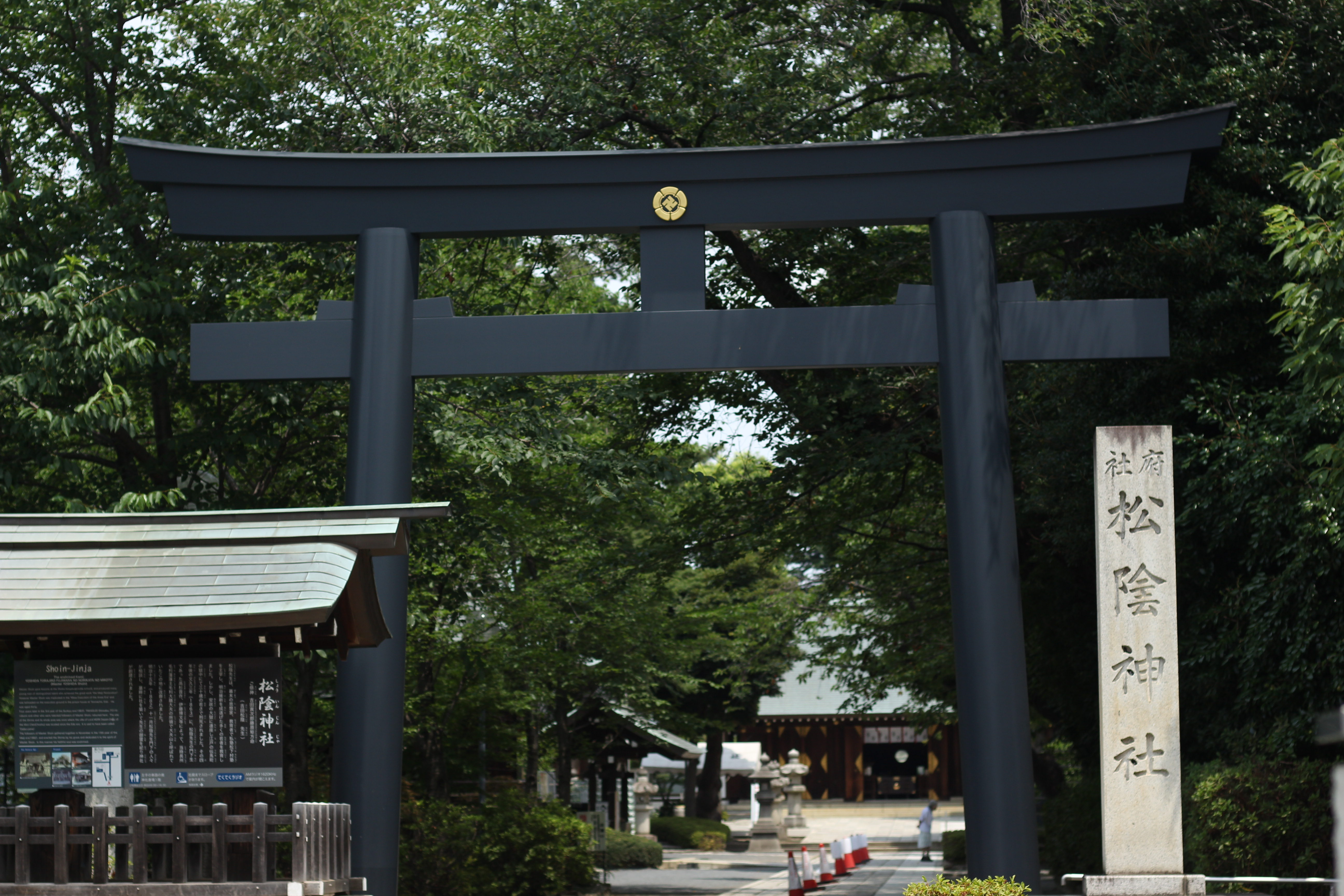
松陰神社鳥居